# 科拉灣

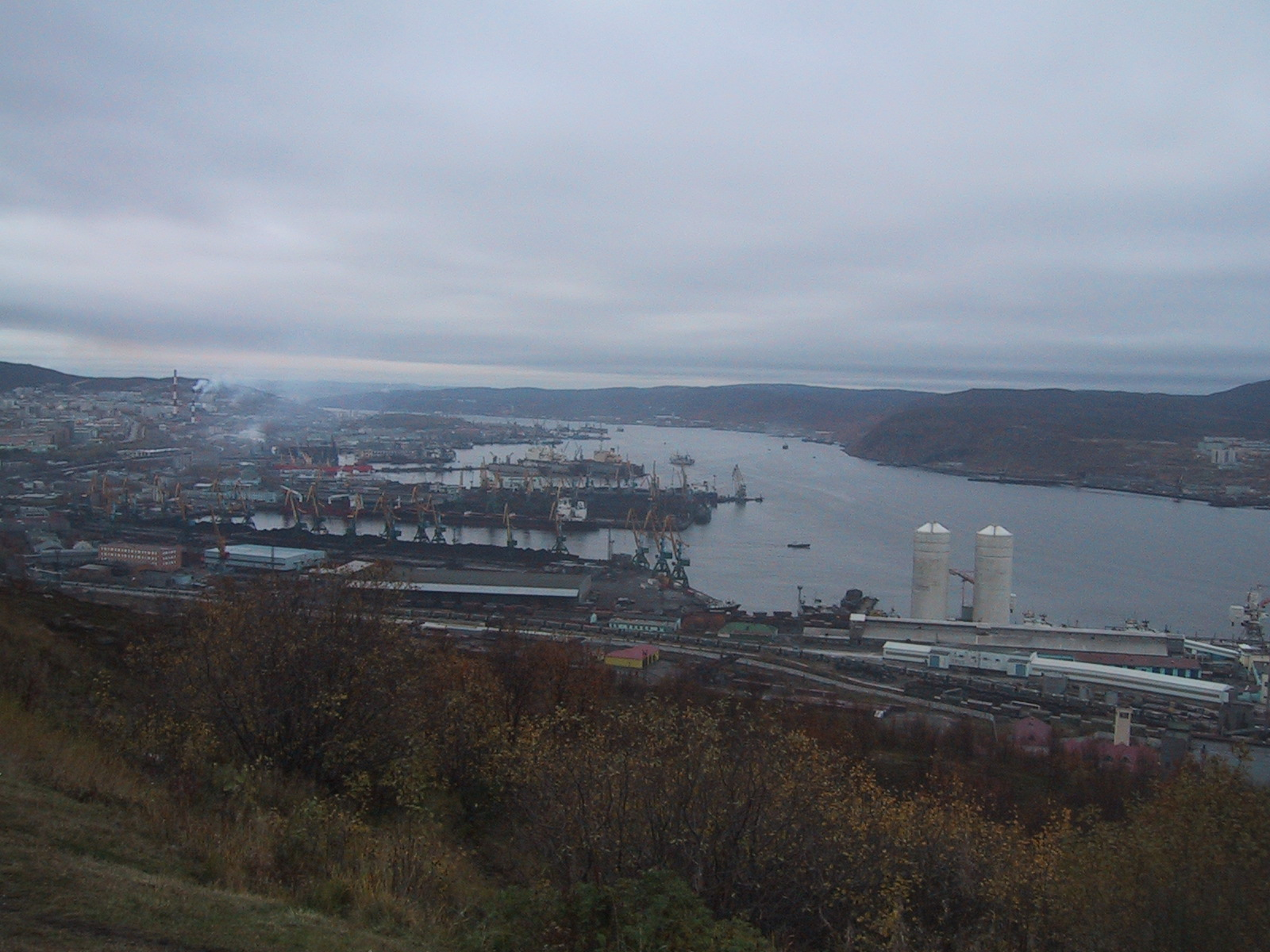
科拉灣

科拉灣（俄语：Кольский залив）是俄羅斯的峽灣，位於摩爾曼斯克州內科拉半島北部，長57公里、闊7公里，水深200至300米，科拉河和圖洛馬河均注入科拉灣，峽灣東岸有摩爾曼斯克和北莫爾斯克，西岸有波利亞爾內及俄羅斯海軍重鎮波利亞爾內基地。
69°05′52″N 33°23′48″E / 69.09778°N 33.39667°E